# Arrixeddu
L'Arrixeddu è un fiume di 17 km che scorre a Domusnovas, in Sardegna.

## Corso del fiume
Nasce dal monte Fondu de Forru con il nome di "Rio Tiny" e sfocia nel fiume Cixerri a Domusnovas. 